# Agrotera dentata
Agrotera dentata is een vlinder uit de familie van de grasmotten (Crambidae). De wetenschappelijke naam van deze soort is voor het eerst gepubliceerd in 2020 door Ping Liu, Mu-Jie Qi en Shuxia Wang.
Deze soort komt voor in China (Hainan).